# ستيفان تريتز
ستيفان تريتز (بالفرنسية: Stéphane Tritz)‏ هو لاعب كرة قدم فرنسي في مركز الدفاع، ولد في 25 فبراير 1987 في ستراسبورغ في فرنسا. شارك مع منتخب فرنسا تحت 19 سنة لكرة القدم. أما مع النوادي، فقد لعب مع نادي أوتسيلول غالاتسي ونادي بروسيا مونستر ونادي بريست ونادي تور ونادي روديز ونادي ستراسبورغ.

## وصلات خارجية
- ستيفان تريتز على موقع رابطة كرة القدم الفرنسية للمحترفين (الإنجليزية)
- ستيفان تريتز على موقع قاعدة بيانات كرة القدم.إي يو (الإنجليزية)
- ستيفان تريتز على موقع ليكيب (الفرنسية)
- ستيفان تريتز على موقع Soccerway.com (الإنجليزية)
- ستيفان تريتز على موقع عالم كرة القدم.نت (الإنجليزية)